# Stanley, Falklandsöarna
Stanley (även Port Stanley) är huvudstad på den brittiska ögruppen Falklandsöarna i Sydatlanten. Även Sydgeorgien och Sydsandwichöarna, som saknar permanent bosättning, administreras från Stanley.
Staden, som är belägen på den nordöstra delen av Östra Falkland, grundades 1843 och har omkring 2 500 invånare. När flera kryssningsfartyg samtidigt ligger i hamnen överstiger antalet turister stadens hela befolkning.
I staden finns skolor, sjukhus, stormarknad, bibliotek och många affärer för turister. Falklandsöarnas enda bank, Standard Chartered Bank, finns också i Stanley. Nöjeslivet är relaterat till de sju pubarna i staden samt en handfull restauranger. Ett hotell, Malvina House Hotel, finns i staden med 34 rum av olika storlek. Dessutom finns ett antal pensionat och gästhem i Stanley. Turismen är en ständigt ökande inkomstkälla för ögruppen, och Stanley är navet i turistnäringen.

## Läge och utsträckning
Stanley är beläget längs den södra stranden av viken Stanley Harbour. Orten har en utsträckning på cirka 7 km i östvästlig riktning och drygt 1 km nordsydlig upp mot åsen Murray Heights. Det bebyggda området upptar en yta av cirka 2,5 km² och har en befolkningstäthet om 980 invånare/km². 

## Historia

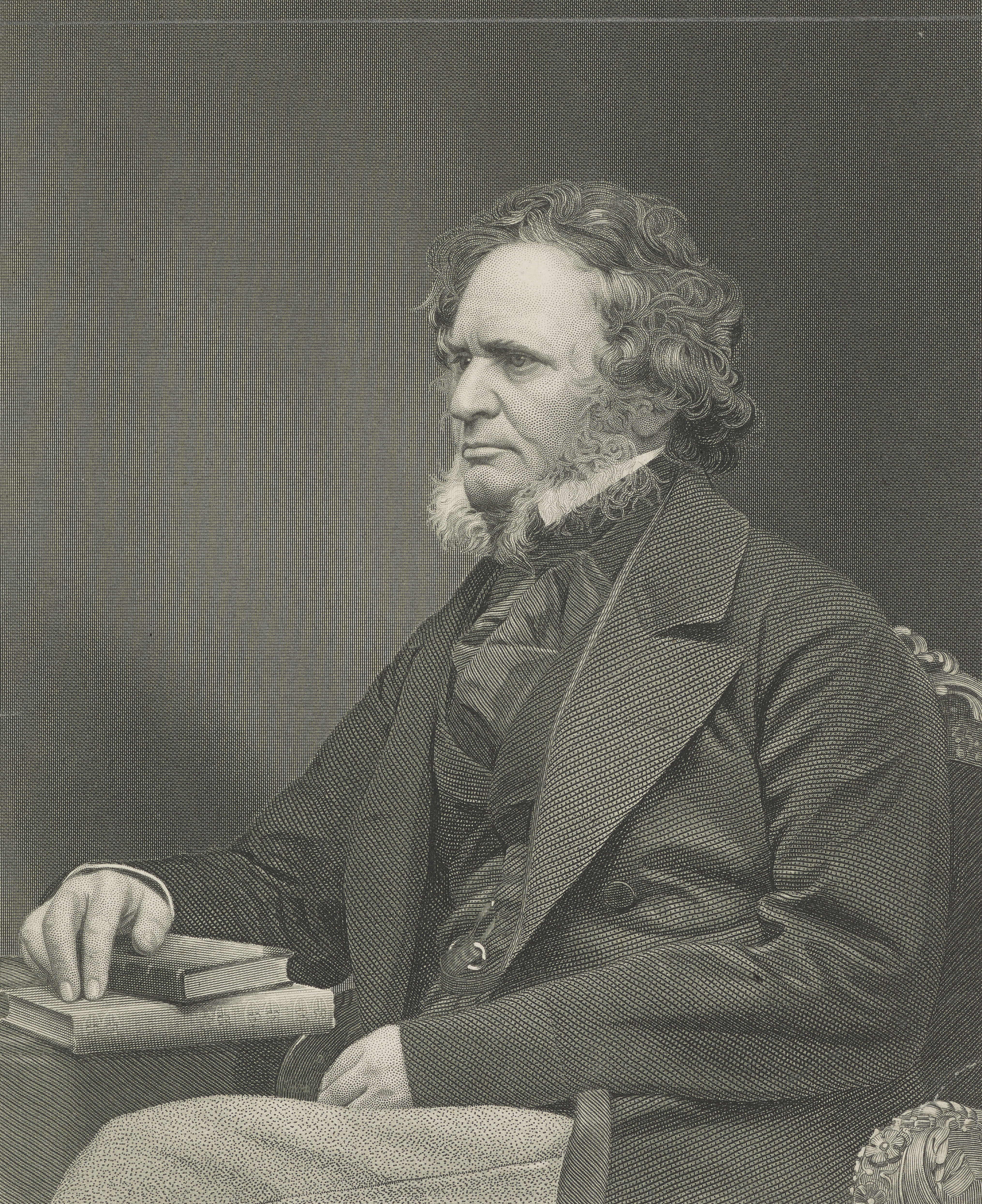
Edward Smith-Stanley.

Sedan Falklandsöarna permanent kommit under brittiskt styre 1833 beslutades att flytta administrationen från den tidigare huvudorten Port Louis, som grundats 1764 som en fransk bosättning av Louis Antoine de Bougainville. Den brittiske guvernören Richard Moody beslutade att inrätta en ny huvudort i en mer skyddad vik. Han tillsatte kapten James Clark Ross för att undersöka området kring viken Port William. 1843 avlämnade han sin rapport, där han fastslog att området var lämpligt för en skyddad djuphamn. Arbetet med den nya staden, som namngavs efter politikern Edward Smith-Stanley, påbörjades samma år och den blev huvudort och administrativt centrum för ögruppen i juli 1845. 1849 stationerades 30 gifta krigsveteraner, så kallade Chelsea Pensioners, med familjer här för att utveckla samhället och bidra till försvaret . Ett mindre antal av dessa blev bofasta och ättlingar finns än i dag på Falklandsöarna. Detta år uppgick invånarantalet till cirka 200 personer. Hamnen byggdes ut och specialiserade sig på skeppsreparation och bunkring. Innan Panamakanalen byggdes var fartygen tvingade att ta vägen runt Sydamerika och blev ofta skadade i de hårda vindarna. Senare fokuserade man på val- och sälfångst. 
Torv användes som bränsle för uppvärmning. Torven förvarades på sluttningen ovanför Stanley och vid några tillfällen förorsakade detta en form av jordskred, så kallad torvglidning. Vid ett av dessa tillfällen (1886)  dödades två personer och flera byggnader raserades. En av dessa var Exchange Building. På dess plats byggdes senare den anglikanska kyrkan Christ Church Cathedral. Stanley fick ett nytt elverk och elektrisk gatubelysning i augusti 1931. 
Staden har efter kriget 1982 utvecklats med mycket ny bebyggelse.
Den 20 maj 2022 tilldelades Stanley "City status"  i samband med firandet av drottning Elizabeth II:s sjuttio år på tronen.

## Administration
Eftersom Falklandsöarna inte har någon kommunal indelning finns heller ingen särskild lokalförvaltning. De kommunala frågorna lyder direkt under ögruppens regering. Under åren 1947-1973 fanns dock ett särskilt Stanley Town Council . En översiktsplan för stadens framtida utveckling, Stanley Town Plan, fastställdes år 2004. Staden utgör också en av två valkretsar vid valen till den lagstiftande församlingen.

## Byggnader

### Government House

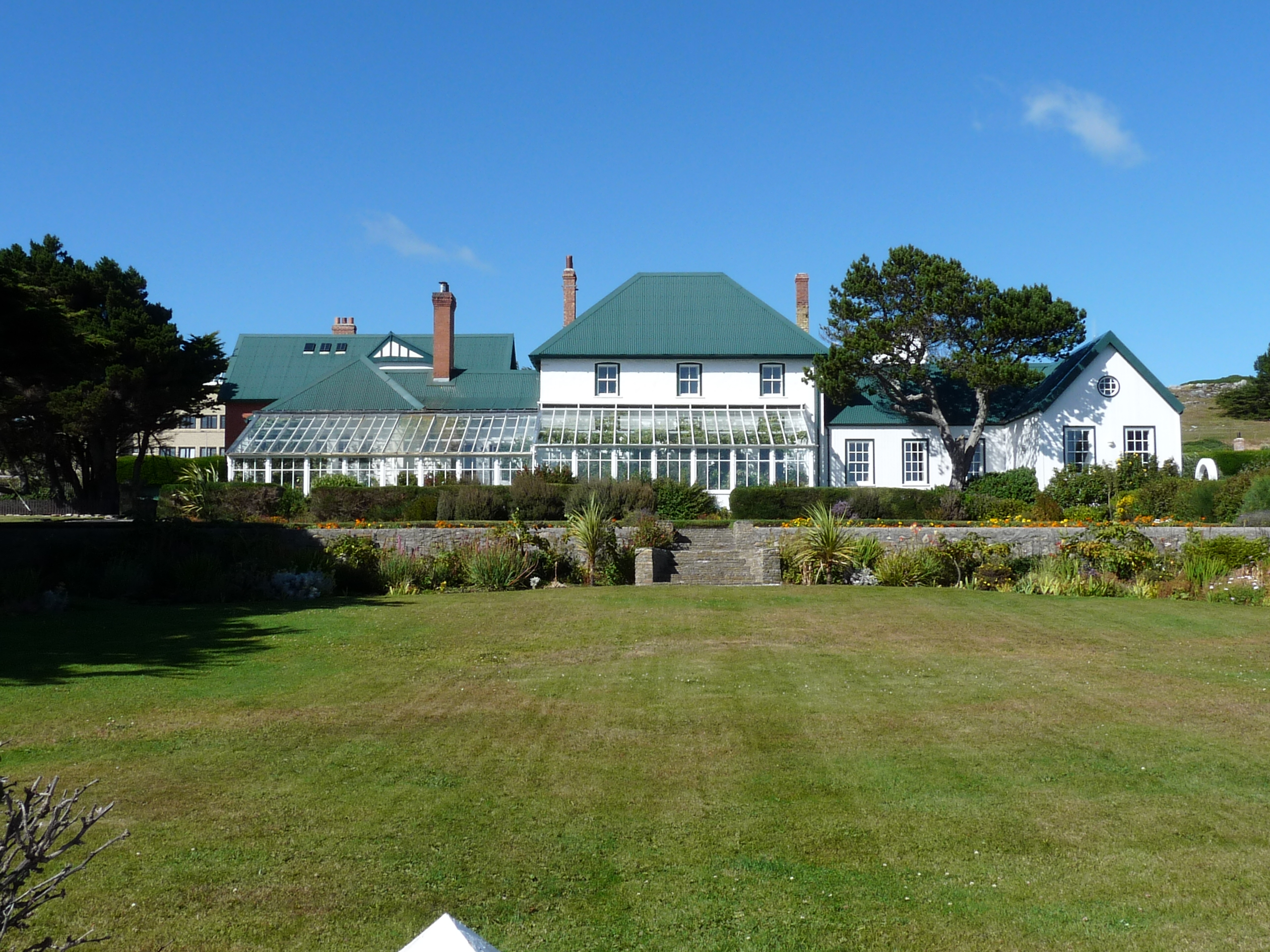
Government House

Government House var en av de första offentliga byggnader som uppfördes sedan platsen valts som huvudort för territoriet. Sedan 1845 har det varit residens för guvernören, som representerar den brittiska kronan.

### Christ Church Cathedral

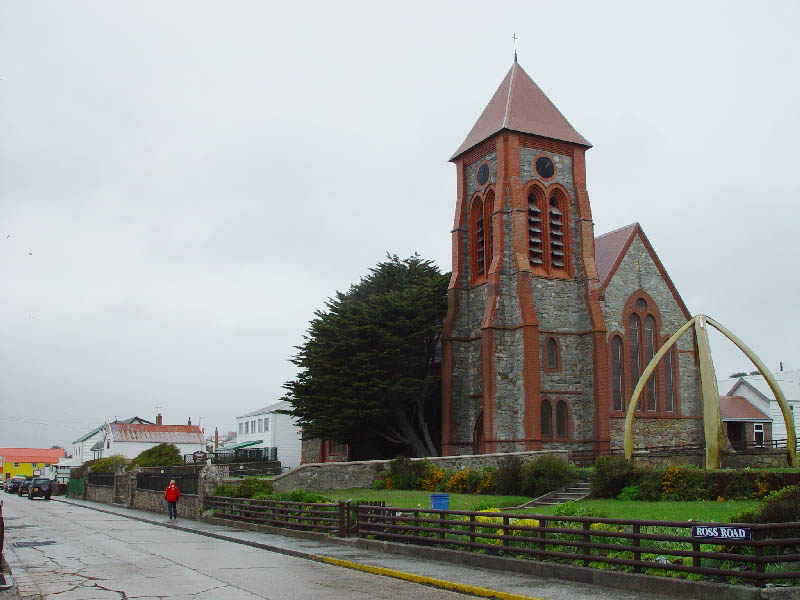
Christ Church Cathedral, invigd 1892

Christ Church Cathedral invigdes 1892. Denna kyrka fick sitt torn 1903 och kallas trots sin litenhet för "världens sydligaste domkyrka", eftersom den ursprungligen var säte för ett stift, som omfattade anglikanska kyrkogemenskapens församlingar över hela Sydamerika. Numera lyder församlingen,  direkt under ärkebiskopen av Canterbury.

### Jubilee Villas

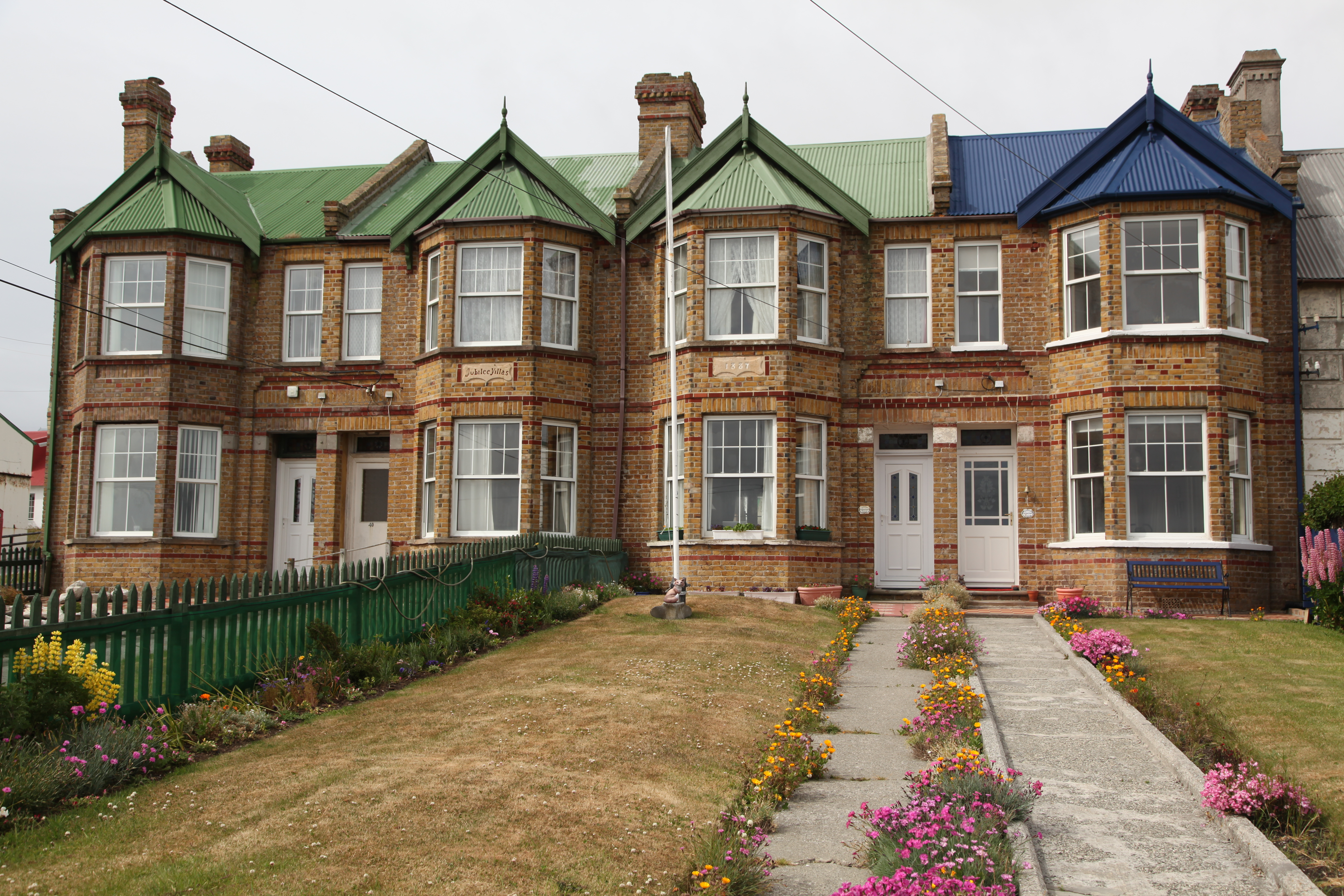
Jubilee Villas

Jubilee Villas är en länga typiska brittiska radhus i tegel, som skiljer sig från övrig bebyggelse i Stanley, som ofta är trähus. De uppfördes av familjen Dean, som var lokala affärsmän år 1887. Namnet "Jubilee Villas" syftar på drottning Viktoria av Storbritannien, som firade femtio år på tronen detta år.  Byggnader med detta namn finns även på andra håll, till exempel i England.

### Malvina House Hotel
Hotellet öppnades 1880 av John James Felton, son till en brittisk militär som anlänt till staden 1849. Det är namngivet efter hans dotter, Malvina, och har såldes inget samband med ögruppens spanska namn. En ny byggnad uppfördes på 1960-talet och endast en mindre del av det ursprungliga huset återstår. Hotellet har 72 rum . 

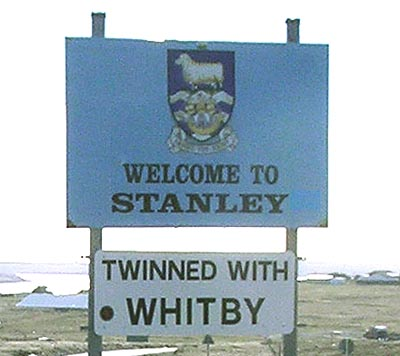
Ortsskylt Stanley. Stadens engelska vänort är Whitby i Yorkshire

## Hamn
Efter kriget 1982 byggdes en ny hamnanläggning i Stanley. För att få den snabbt på plats så konstruerades den av pontoner. Dessa hade tidigare används vid oljeriggar i Nordsjön. Arbetet leddes av brittiska ingenjörtrupper (Royal Engineers). Anläggningen, tänkt som en temporär lösning, togs i bruk 1984. Senare överläts den till den lokala regeringen och drivs under namnet FIPASS (Falkland Interim Port and Storage System). Anläggningen har nu överskridit sin tekniska livslängd och arbete pågår att skapa en ny, permanent, hamnanläggning på samma plats.

## Flygplats
Stanley Airport (IATA-kod PSY, ICAO-kod SFAL) var Falklandsöarnas första flygplats med permanentbelagda banor, belägen på en halvö fem kilometer öster om Stanley. 1973 slöts ett avtal mellan Storbritannien och Argentina om flygförbindelser. En första reguljär flyglinje mellan Stanley och Comodoro Rivadavia i Argentina öppnades. Linjen drevs av det argentinska flygbolaget LADE. 
Under ockupationen 1982 utnyttjades flygplatsen av det argentinska flygvapnet för att flyga in förstärkningar och underhåll till de argentinska trupperna på Falklandsöarna. Trots flera massiva flyganfall lyckades britterna inte att slå ut den länk som flygplatsen var till det argentinska fastlandet.
Efter kriget bröts alla förbindelser med Argentina, och flygplatsen blev bas för det brittiska flygvapnet, Royal Air Force. Under denna tid så förlängdes banan för att kunna hantera de stridsflygplan som baserades på Falklandsöarna för att avskräcka från ytterligare argentinska aggressioner. År 1985 öppnades den stora flygbasen i Mount Pleasant. Dit förflyttades det den brittiska garnisonen i sin helhet med det militära flyget samt även utrikesflyget. Stanleys flygplats används numera för det lokala flyget mellan öarna och för flyg till brittiska baser i Antarktis.

## Namnvariationer
Orten var från sitt grundande känd som Port Stanley. Staden fick sitt namn efter Edward Smith-Stanley, senare lord Stanley, som vid tiden för grundandet var brittisk kolonialminister och senare premiärminister i två omgångar. På spanska blev formen som allmänt användes Puerto Stanley. Senare utvecklades formen Stanley. Denna form rekommenderas från år 1956, men fortfarande vacklar bruket med och utan "Port". För att styrka sina anspråk på Falklandsöarna har man i Argentina ofta laborerat andra, mindre engelskklingande, namn. På vissa kartor har en tidigare argentinsk president, Hipólito Yrigoyen, fått ge sitt namn åt staden. I samband med invasionen 1982 använde argentinarna först namnet Puerto Rivero, därefter under någon dag Puerto de la Isla Soledad och senare Puerto de las Islas Malvinas. Med giltighet från den 23 april 1982  införde den argentinska militärregeringen namnet Puerto Argentino (dekret 757/82). 1999 träffades ett avtal om bland annat "förtroendeskapande åtgärder" (confidence building) mellan de argentinska och brittiska utrikesministrarna. Argentinarna åtog sig då att se över vissa ortnamn på ögruppen . Detta till trots använder argentinska myndigheter fortfarande namnet Puerto Argentino, trots de omständigheter under vilket det tillkom. I andra spansktalande länder används oftast namnet "Puerto Stanley".

## Bilder

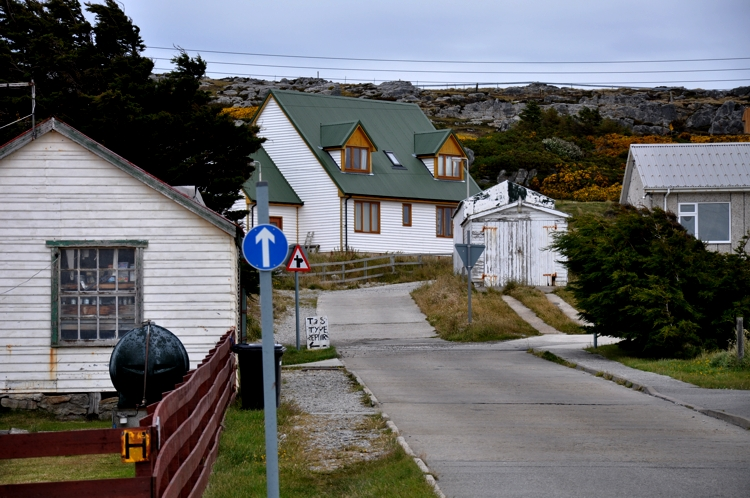
Gatubild 2010.
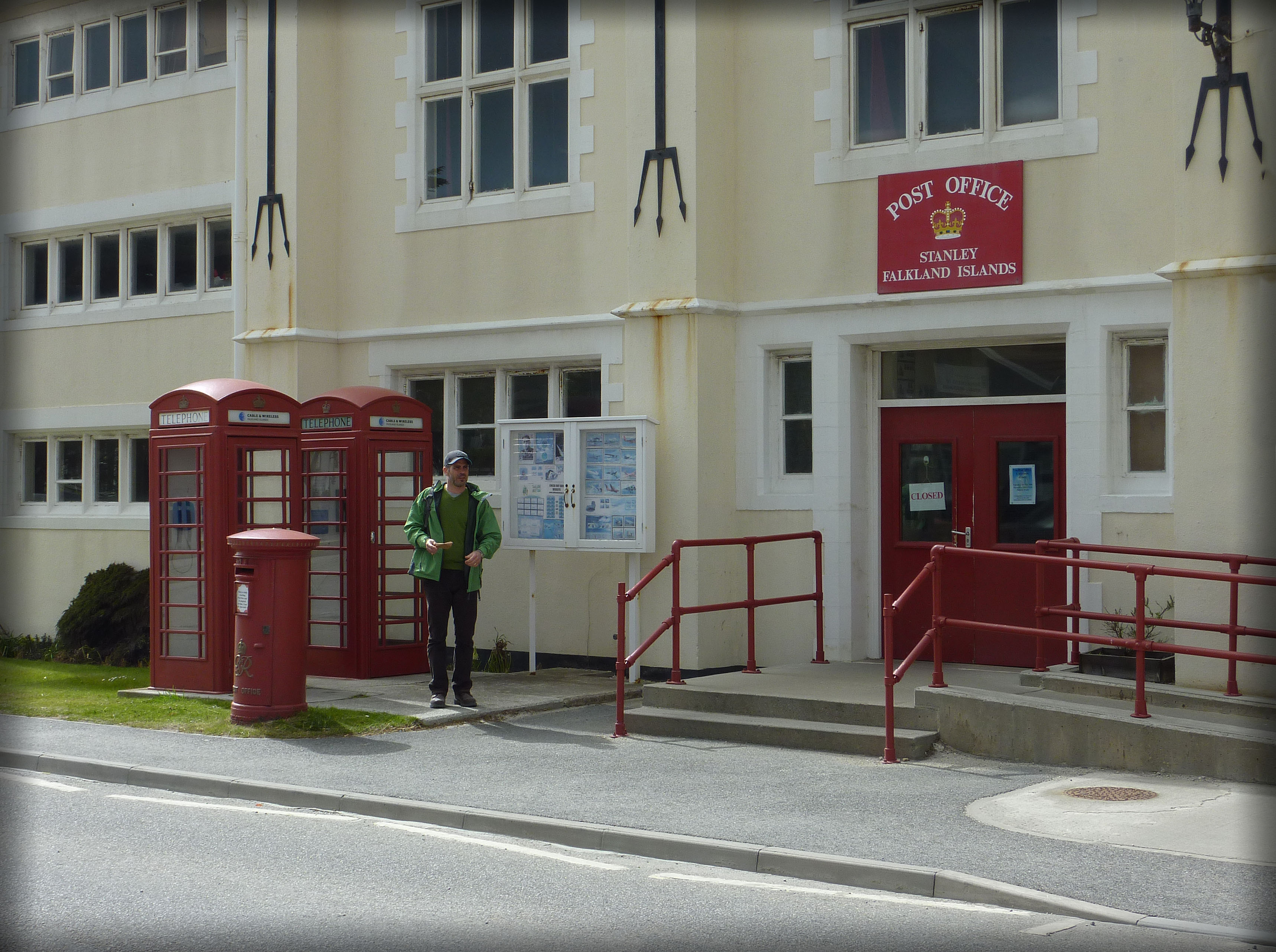
Postkontoret med typiskt brittiska telefonkiosker och brevlåda.
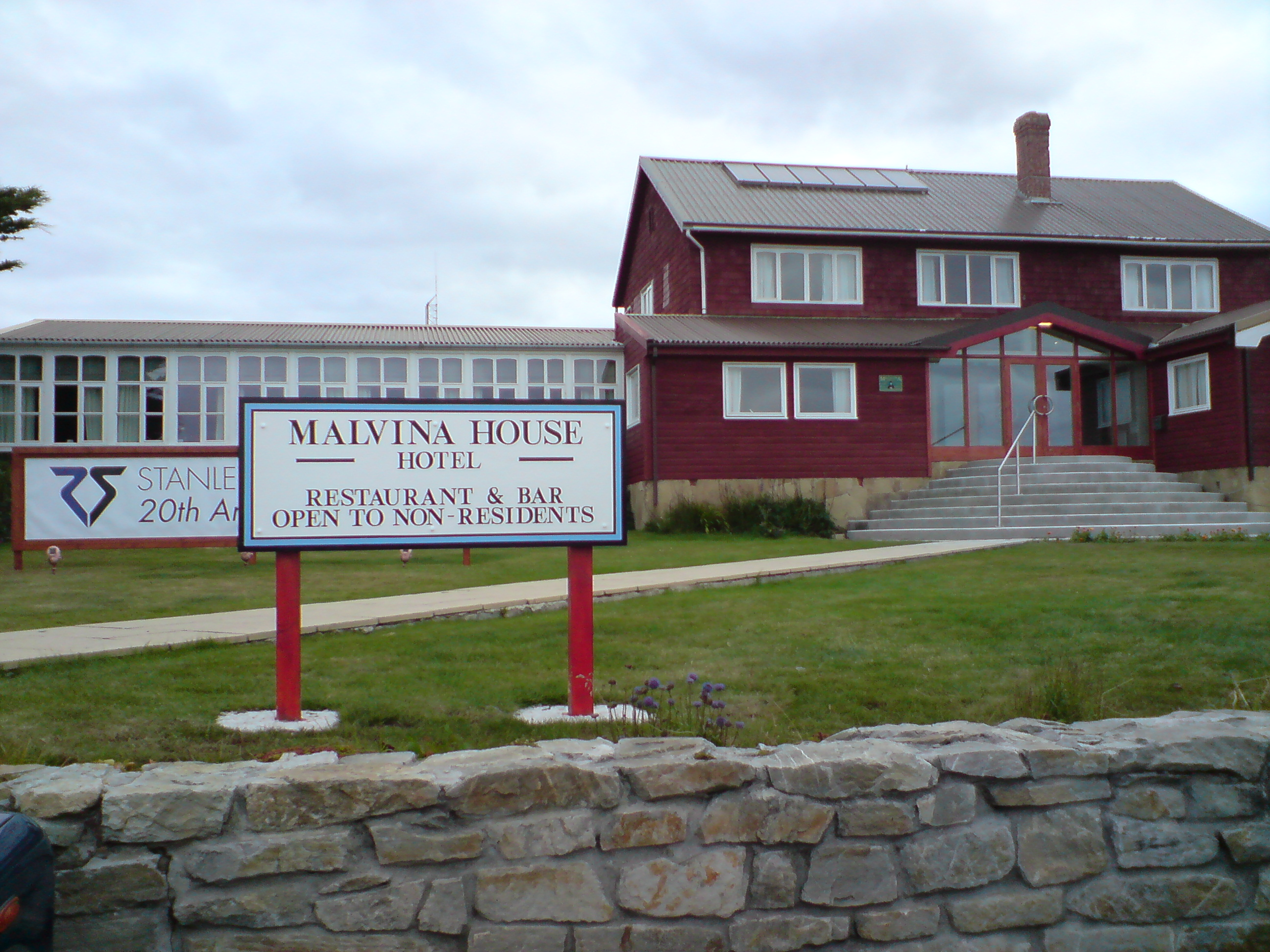
Malvina House Hotel.
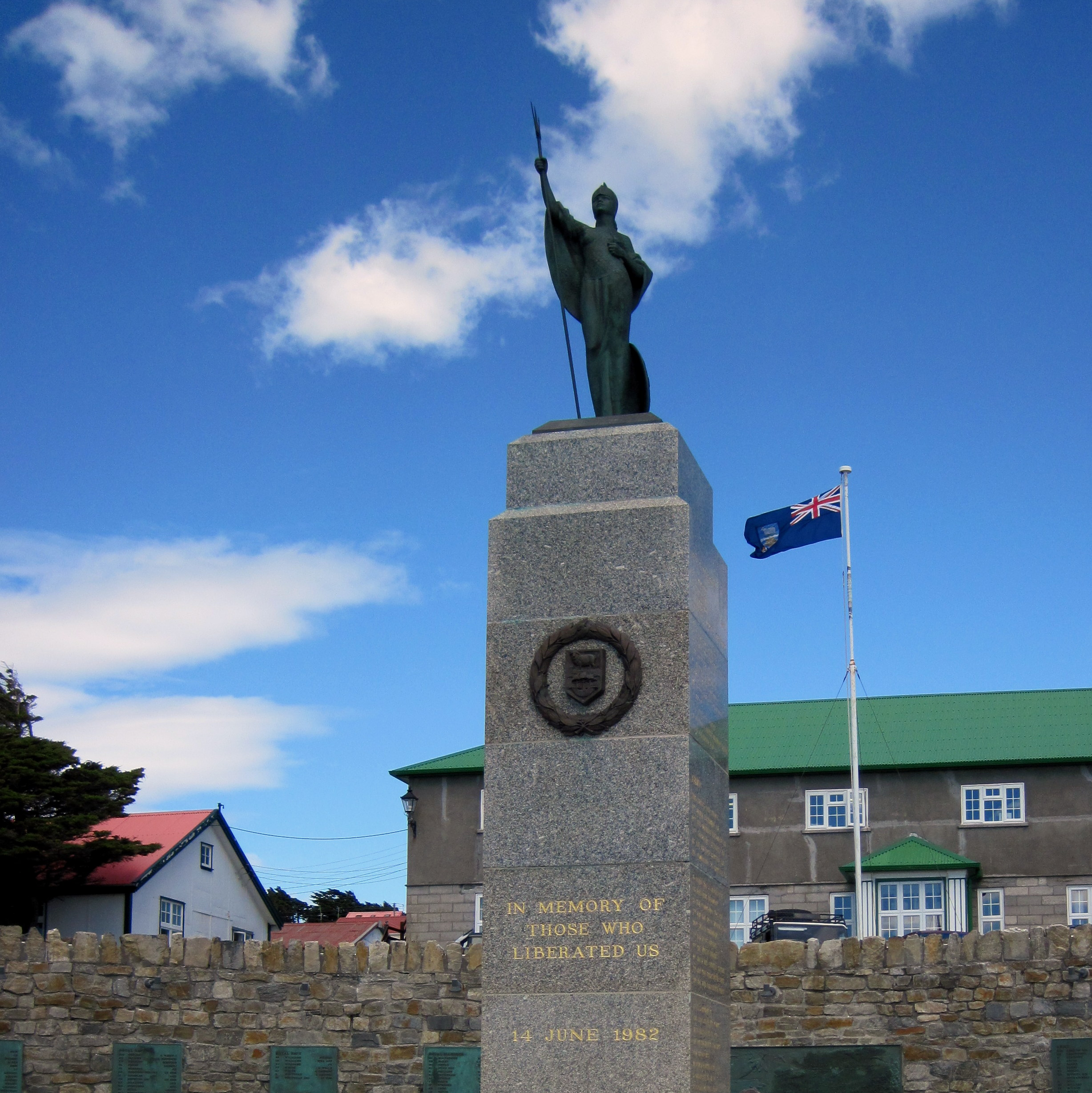
Monument över Falklandskriget 1982.
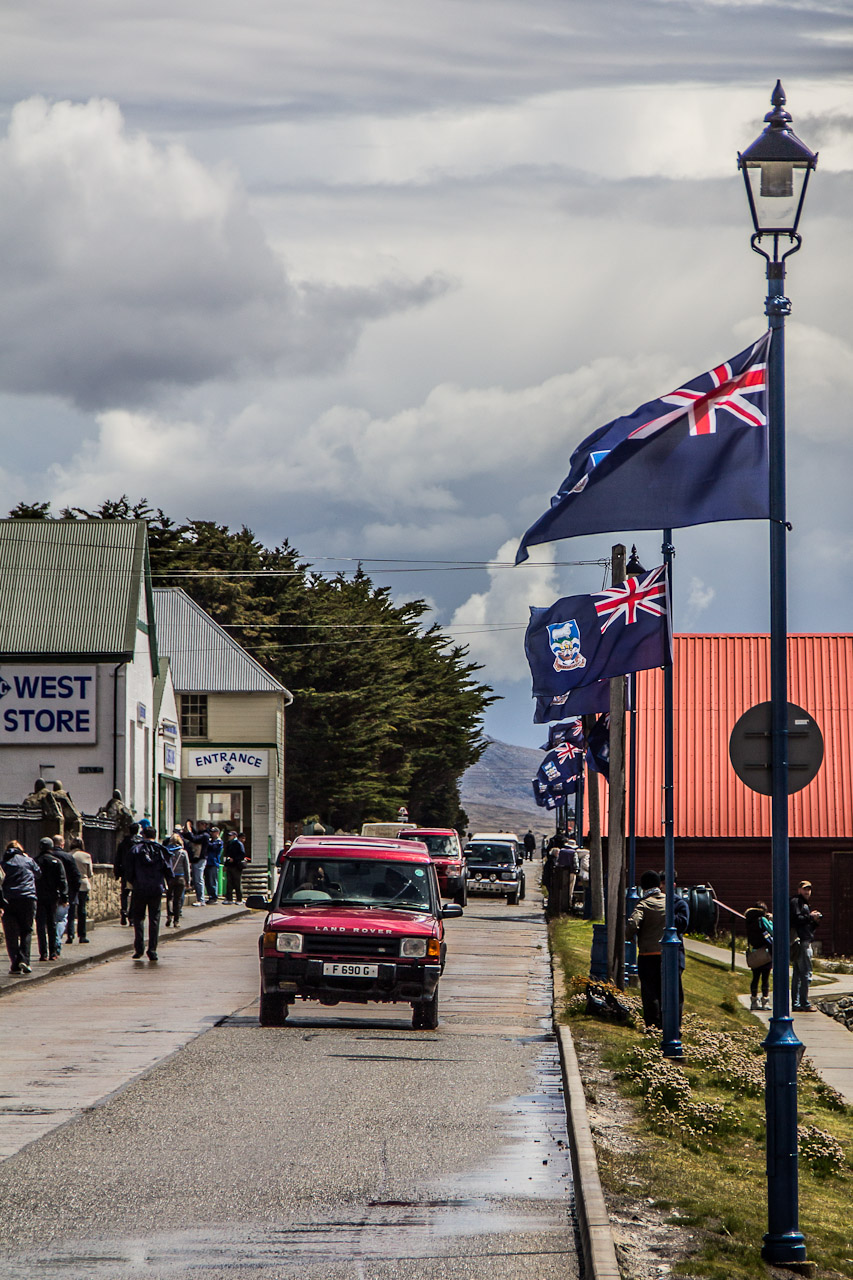
Ross Road, en huvudgata.
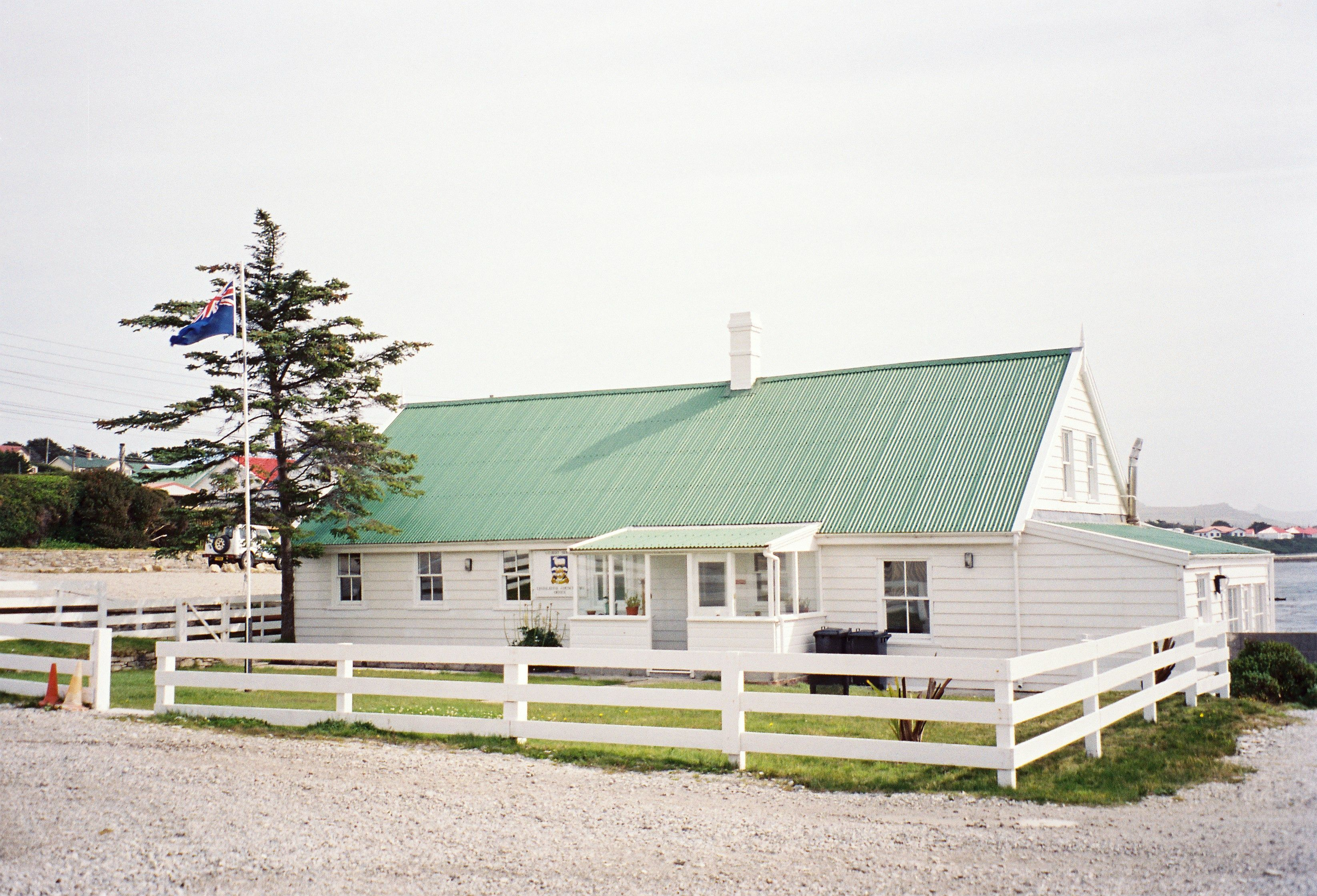
Gilbert House, säte för det lokala parlamentet.